# Nathaniel Lord Britton

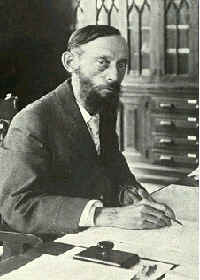
Nathaniel Lord Britton

Nathaniel Lord Britton (1859 – 1934) là một nhà thực vật học và phân loại học Hoa Kỳ, và là người thành lập Vườn Thực vật New York ở Bronx, New York. Britton được sinh ra ở New Dorp thuộc Đảo Staten, New York. Ba mẹ ông muốn ông theo học tôn giáo, nhưng ông đã sớm bị thu hút vào các môn khoa học tự nhiên.
Ông tốt nghiệp từ Trường Khai khoáng thuộc Đại học Columbia và sau đó dạy địa lý học và thực vật học tại Columbia. Britton là giám đốc đầu tiên của Vườn Thực vật New York. Ông có được nguồn tài chính vững chắc bằng cách đặt tên những loài thực vật mới phát hiện cho những nhà đóng góp giàu có.
Ông kết hôn với Elizabeth Gertrude Knight, một nhà rêu học và là thành viên cộng tác của Hội Thực vật học Torrey. Họ là những người cộng tác lâu dài trong nghiên cứu thực vật học của nhau.
Phần lớn những công trình trong lĩnh vực của ông chủ yếu tập trung ở Caribbean, nơi ông thường xuyên lui tới khi thời tiết mùa đông ở Thành phố New York trở nên quá khắc nghiệt. Những đóng góp của ông cho việc nghiên cứu hệ thực vật Caribbean là không thể chối bỏ được.
Ông viết cuốn sách Illustrated Flora of the Northern United States, Canada, and the British Possessions (1896) cùng với Addison Brown, và cuốn sách The Cactaceae với Joseph Nelson Rose.
Ngôi nhà nơi ông sống và làm việc, Nhà tranh Britton, được bảo tồn tại Thị trấn lịch sử Richmond, Đảo Staten, New York.
Britton nghỉ hưu khi đang là giám đốc Vườn Thực vật NY vào năm 1929, nhưng vẫn tiếp tục công việc nghiên cứu hệ thực vật Caribbean.

## Những công trình của Britton được đăng tải trên Internet
- A preliminary catalogue of the flora of New Jersey (1881) Et al.
- An illustrated flora of the northern United States, Canada and the British possessions from Newfoundland to the parallel of the southern boundary of Virginia, and from the Atlantic ocean westward to the 102d meridian 3 volumes. (1896-98) With Addison Brown.
- Contributions to the botany of the Yukon Territory (1901) Et al.
- Manual of the flora of the northern states and Canada (1901)
- The sedges of Jamaica (1907)
- Studies in West Indian plants (1908-26)
- Rhipsalis in the West Indies (1909)
- An illustrated flora of the northern United States, Canada and the British possessions (Vol. 1-3, 1913) With Addison Brown.
- The vegetation of Mona Island (1915)
- Flora of Bermuda (1918)
- The flora of the American Virgin Islands (1918)
- Descriptions of Cuban plants new to science (1920)
- The Bahama flora (1920) With Charles Frederick Millspaugh.
- Neoabbottia, a new cactus genus from Hispaniola (1921)
- Biographical information and picture Lưu trữ ngày 16 tháng 6 năm 2010 tại Wayback Machine